# Renée Balibar
Pour les articles homonymes, voir Balibar.
Renée Balibar, née le 18 janvier 1915 au Creusot et morte le 15 janvier 1998 à Lannion, est une linguiste française, spécialiste de l'histoire de la langue française et du colinguisme.

## Biographie
Renée Charleux naît en 1915 dans un milieu modeste installé dans la ville industrielle du Creusot : sa mère Marie Bournisien travaille aux PTT et son père Louis est ouvrier métallurgiste. Celui-ci est tué au combat à Wisembach en novembre 1916, faisant de Renée une pupille de la Nation. Bonne élève, elle fait ses études au lycée de jeunes filles parisien réputé Fénelon, puis entre en première supérieure au lycée Henri-IV. En 1935, elle réussit le concours littéraire de l'École normale supérieure, devenant l'une des 41 femmes admises dans cette grande école avant que le concours n'en soit interdit aux femmes sous le régime de Vichy.
De ses années d'école, elle dira près de 60 ans plus tard : « Les jeunes filles y étaient acceptées en surnombre, nous n'existions pas (...). Il y avait réellement un régime d'apartheid. On ne portait pas le voile, mais on était vraiment exclues du manger, du boire et même du voir. » Elle y rencontre néanmoins l'élève de la section scientifique Jean Balibar, qu'elle épouse en février 1937. En 1940, elle réussit l'agrégation de lettres, alors qu'elle enseignait déjà depuis un an à Auxerre. Elle est ensuite en poste à Clermont-Ferrand (1942-1944), Lyon (1944-1946) puis au lycée Balzac de Tours (1946-1962). Elle a plusieurs enfants, dont Étienne en 1942 et Sébastien en 1947.
À partir de 1962, elle enseigne la littérature française comme maître-assistant au Collège littéraire universitaire de Tours, intégré à la nouvelle université François-Rabelais en 1971. Ses recherches portent sur l'histoire de la langue française et le colinguisme. Elle prend sa retraite de l'enseignement en 1975 tout en continuant à publier plusieurs ouvrages sur ses thèmes de prédilection, notamment deux volumes de la collection Que sais-je ? en 1991 et 1993. Elle meurt en 1998 en Bretagne, deux mois avant son mari.

## Publications
- Les Français fictifs : Le Rapport des styles littéraires au français national  (avec Geneviève Merlin et Gilles Tret), Paris, Hachette, coll. « Analyse – langue et littérature », 1974, 295 p. (BNF 34559360).
- Le Français national : Politique et pratiques de la langue nationale sous la Révolution française  (avec Dominique Laporte), Paris, Hachette, coll. « Analyse – langue et littérature », 1974, 224 p. (ISBN 2-01-000113-3).
- L’Institution du français : Essai sur le colinguisme des Carolingiens à la République, Paris, Presses universitaires de France, coll. « Pratiques théoriques », 1985, 421 p. (ISBN 2-13-039302-0).
- « Le Français enseigné », dans Gérald Antoine et Robert Martin (dir.), Histoire de la langue français, 1880-1914, Paris, Éditions du C.N.R.S., 1985 (ISBN 2-222-03582-1).
- Histoire de la littérature française, Paris, Presses universitaires de France, coll. « Que sais-je ? » (no 2601), 1991, 128 p. (ISBN 2-13-043918-7). Réédition corrigée en 1993.
- Le Colinguisme, Paris, Presses universitaires de France, coll. « Que sais-je ? » (no 2796), 1993, 128 p. (ISBN 2-13-045784-3).

### Filmographie
- Témoignage dans Pierre Aubry et Jean-Noël Jeanneney (réal.), Six normaliens en quête d'école, 1994, 62 min. (présentation en ligne).